# Eichendorff-Literaturpreis

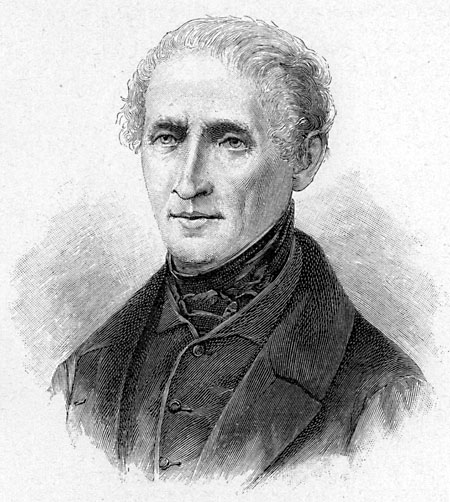
Namensgeber: Joseph von Eichendorff (1788–1857)

Der Eichendorff-Literaturpreis wurde 1956 vom Wangener Kreis – Gesellschaft für Literatur und Kunst des Ostens e. V. gestiftet. Entstanden aus der Tradition des oberschlesischen Joseph-Freiherr-von-Eichendorff-Preises, war er zunächst mit einem kleinen Geldbetrag dotiert und wurde bescheiden Taugenichts-Reise-Stipendium genannt. Die Dotierung beträgt nun 5000 Euro.
Mit diesem Literaturpreis in Erinnerung an Joseph von Eichendorff soll u. a. die Aufmerksamkeit auf Schriftsteller gelenkt werden, die aus Schlesien kommen oder sich intensiv mit schlesischer Kultur beschäftigen. Finanziert und verliehen wird der Preis von der Stiftung Kulturwerk Schlesien.
Die Preisverleihung findet alljährlich im Rahmen der Wangener Gespräche in Wangen im Allgäu statt. 

## Preisträger
- 2024 Ulrike Draesner
- 2023 Uljana Wolf[1]
- 2022 Joanna Bator
- 2021 Iris Wolff für ihr bisheriges Werk
- 2020 Saša Stanišić für Herkunft
- 2019 Christa Ludwig
- 2018 Kerstin Preiwuß
- 2017 Michael Krüger
- 2016 Christian Lehnert
- 2015 Nico Bleutge
- 2014 Adam Zagajewski
- 2013 Ulrich Schacht
- 2012 Catalin Dorian Florescu
- 2011 Jörg Bernig
- 2010 Christoph Hein
- 2009 Gerd-Peter Eigner
- 2008 Günther Schiwy (postum für seine Biografie Eichendorff. Der Dichter in seiner Zeit)
- 2007 Renata Schumann
- 2006 Hans-Ulrich Treichel
- 2005 Uwe Grüning
- 2004 Wulf Kirsten
- 2003 Günter de Bruyn
- 2002 Urszula Kozioł
- 2001 Werner Dürrson
- 2000 Peter Härtling
- 1999 Barbara von Wulffen
- 1998 Ilse Tielsch
- 1997 Armin Müller
- 1996 Peter Horst Neumann
- 1995 Werner Heiduczek
- 1994 Bernd Jentzsch
- 1993 Bodo Heimann
- 1992 Christian Saalberg
- 1991 Eva Zeller
- 1990 Otfried Preußler
- 1989 Walter Neumann
- 1988 Richard Wolf
- 1987 Dietmar Grieser
- 1986 Peter Lotar
- 1985 Dietmar Scholz
- 1984 Reiner Kunze
- 1983 Ruth Storm
- 1982 Christine Busta
- 1981 Eberhard Cyran
- 1980 Ilse Langner
- 1979 Peter Huchel
- 1978 Monika Taubitz
- 1977 Norbert Ernst Dolezich, Maria Blucha
- 1976 Peter Hirche, Friedrich Bischoff
- 1975 Lutz Besch
- 1974 Werner Klose
- 1973 Josef Mühlberger
- 1972 Kurt Heynicke
- 1971 Heinz Piontek
- 1970 Hans Lipinsky-Gottersdorf
- 1969 Hugo Hartung
- 1968 Gerhard Uhde
- 1967 Ruth Hoffmann
- 1966 Dagmar Nick
- 1965 Hans Niekrawietz
- 1964 Egon H. Rakette
- 1963 Jochen Hoffbauer, Dagmar von Mutius
- 1962 Hans-Christian Kirsch
- 1961 Jürgen von Teichmann
- 1960 Kurtmartin Magiera
- 1958 Reiner Zimnik
- 1956 Ernst Günther Bleisch